# Shadow Tactics: Blades of the Shogun
Shadow Tactics: Blades of the Shogun — компьютерная игра в жанре тактики в реальном времени с элементами стелс-экшена, Игра вышла 6 декабря 2016 года. Работает на платформах Microsoft Windows, PlayStation 4, Xbox One, macOS, Linux. Создана немецкой студией Mimimi Productions, издана Daedalic Entertainment. По игровому процессу игра схожа с играми серии Commandos и Desperados: Wanted Dead or Alive, которыми разработчики вдохновлялись при создании игры.
6 декабря 2024 года дополнение игры, Aiko’s Choice, выйдет на платформах PlayStation 5 и Xbox Series X/S.

## Сюжет
Действие игры происходит в Японии периода Эдо (начало XVII века). Новый сёгун объединил Японию после многих лет войны, однако против него возникает заговор, лидер которого скрывается под именем Каге-сама. Этот заговор ставит под угрозу стабильность в стране, поэтому сёгун даёт задание своему верному самураю Мугену: выяснить, кем является на самом деле Каге-сама и его сообщники. Муген вербует четырёх агентов, владеющих навыками скрытного проникновения и убийства, с помощью которых выслеживает пути поставки вооружения мятежникам и выходит на даймё Ябу. Посланные агенты убивают последнего, однако это оказывается не сам Каге-сама, а один из его сообщников.
Убийство Ябу привело к открытому выступлению заговорщиков против сёгуна. Муген с товарищами разведывает планы мятежников и убивает их военачальника, генерала Оккото. Перед смертью генерал рассказал Мугену, где скрывается Каге-сама. Вся группа отправляется на ликвидацию Каге-самы, однако попадает в ловушку, лидером повстанцев в действительности оказывается брат сёгуна Нобору. Угрожая Мугену убить его товарищей, Нобору узнаёт у него, где скрывается наследник сёгуна. Сын Нобору убивает наследника, а Муген совершает ритуальное самоубийство из-за этого. Его товарищам удаётся сбежать из плена, но им приходится скрываться от сёгуна, так как именно их Нобору обвинил в убийстве наследника.
Чтобы реабилитироваться, они похищают сына Нобору и скрытно доставляют его к сёгуну. Тот узнаёт правду и даёт товарищам Мугена последнее задание: убить Нобору; сам же он казнит его сына. Агенты проникают в замок Сунпу и совершают месть за Мугена. После чего в Японии устанавливается мир, а о дальнейшей судьбе четырёх героев ничего не известно.

## Геймплей
Shadow Tactics: Blades of the Shogun по геймплею весьма похожа на игры из серии Commandos и Desperados: Wanted Dead or Alive. Это тактическая стратегия с уклоном в скрытное прохождение. В основном игрок занимается тихим устранением охранников и сокрытием их трупов, либо же аккуратным продвижением мимо охраны. Для этого у него есть пять игровых персонажей, обычно на каждую миссию посылается только часть их.
- Хаято — ниндзя, может убивать противников на расстоянии сюрикэном и отвлекать их, бросая камень. Перетаскивает трупы на плече. Вооружён ниндзято.
- Юки — молодая воровка, может устанавливать ловушку, которая убивает вступившего в неё противника, а также заманивать охранников к себе, сыграв на флейте. Тащит трупы по земле, что выполняется медленней, но менее заметно. Вооружена кинжалом.
- Муген — самурай, может заманивать стражников бутылкой сакэ и убивать сразу нескольких противников при помощи атаки по области. Также он единственный, кто может в прямом столкновении побеждать вражеских самураев, а вместо кремниевого пистолета у него ручная мортира, шумящая больше, зато способная убить самурая с одного выстрела. В отличие от других персонажей, неспособен карабкаться по зарослям и пользоваться крюком-кошкой, но может переносить сразу два трупа, перемещаясь при этом бегом. Вооружён катаной.
- Аико — куноити, умеет при наличии нужной одежды переодеваться в мирную жительницу, чтобы слиться с врагами и отвлекать стражников разговорами. Имеет чихательный порошок, на небольшое время уменьшающий зону видимости у охранников. Тащит трупы по земле. Вооружена заколкой.
- Такума — пожилой снайпер, имеет возможность совершать снайперские выстрелы из своего ружья и бросать гранаты (как взрывные, так и с парализующим газом), а его прирученная енотовидная собака по кличке Кума может отвлекать противников. Также, как и Муген, неспособен карабкаться по зарослям и пользоваться крюком-кошкой, а из-за протеза ноги передвигается медленней и более шумно. Единственный из всех героев, который не умеет атаковать в ближнем бою и перетаскивать трупы.

У всех персонажей со временем появляются кремниевые пистолеты, убивающие на расстоянии, но производящее много шума. Противники также в основном вооружены ружьями и делятся на три вида:
- Простые охранники — наименее дисциплинированные стражники, которых можно легко отвлечь или заманить в ловушку. Откликаются на просьбы мирных жителей, если те негативно настроены к игроку и заметили его.
- Соломенные шляпы — более дисциплинированные, не покинут свой пост без явной необходимости, не ведясь на такие уловки, как трубка Юки или бутылка с сакэ Мугена (но обращая на них внимание).
- Самураи — тяжело бронированные противники, для их ликвидации нужен Муген либо слаженные действия других персонажей — один должен ранить самурая из огнестрельного оружия, а другой — добить в ближнем бою. Раскрывают маскировку Аико, но также не обращают внимания на просьбу о помощи мирных жителей, а на звуки и уловки реагируют ещё меньше, чем Соломенные шляпы.

Кроме охраны, на карте присутствуют мирные жители, которые не агрессивны по отношению к персонажам игрока, но часто настроены враждебно и если увидят их, то сообщают охранникам. Но иногда на уровнях присутствуют мирные жители, которые не будут сообщать угнетающим их стражникам про персонажей.
Во многих миссиях присутствуют особые условия — такие, как снег (следы на снегу привлекают внимание стражи), или ночь (ночью охрана хуже видит, но более бдительная).

## Приём критиков
| Сводный рейтинг       | Сводный рейтинг |
| Агрегатор             | Оценка          |
| --------------------- | --------------- |
| GameRankings          | 84,35 %         |
| Metacritic            | 85/100          |
| Иноязычные издания    |                 |
| Издание               | Оценка          |
| Destructoid           | 8/10            |
| GameSpot              | 8/10            |
| IGN                   | 8,2/10          |
| Polygon               | 8,5/10          |
| Русскоязычные издания |                 |
| Издание               | Оценка          |
| Riot Pixels           | 90 %            |
| «Игры Mail.ru»        | 9,0/10          |
| «Канобу»              | 7/10            |
| «НИМ»                 | 8,6/10          |

Игра получила в целом положительные отзывы игровой прессы, на агрегаторе Metacritic средний балл составляет 85 из 100.
Летом 2018 года, благодаря уязвимости в защите Steam Web API, стало известно, что точное количество пользователей сервиса Steam, которые играли в игру хотя бы один раз, составляет 405 980 человек.

## Дополнение
6 декабря 2021 года было выпущено самостоятельное дополнение к игре, Aiko's Choice, сюжет которого посвящён в первую очередь Аико.